# Alexandre Nozal
Pour les articles homonymes, voir Nozal.
Pour le coureur cycliste espagnol, voir Isidro Nozal.
 (décembre 2019).
Alexandre Nozal, né à Auteuil le 7 août 1852 et mort le 4 février 1929 dans le 16e arrondissement de Paris, est un peintre français.

## Biographie

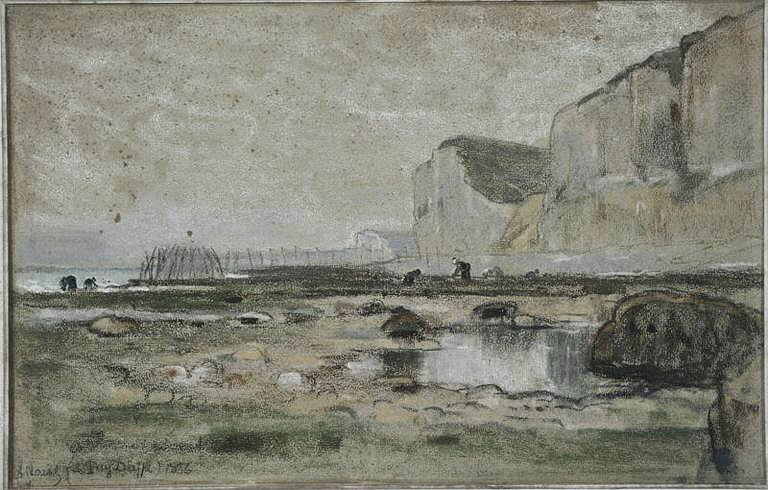
Le Puys, Dieppe (1886), château de Dieppe.

### Enfance et formation
Alexandre Victor Nozal naît le 7 août 1852 à Auteuil, il est le dernier des quatre enfants d'un négociant en bois et charbon à Paris qui le destine à rejoindre l'affaire familiale où son frère ainé Léon – qui sera connu comme ayant été le principal mécène d'Hector Guimard –  travaille déjà. Mais passionné par le dessin dès son plus jeune âge, Alexandre Nozal fugue à 17 ans, imaginant rejoindre l'Amérique avec un ami. Il se retrouve pourtant seul sur le quai au Havre. N'osant revenir, il vit quelque temps d'expédients, joue dans une troupe de théâtre, fait la plonge dans les bistrots du port.
C'est là que sa famille le retrouve après avoir fait parler l'ami qui avait fait faux bond. Son frère Léon envoyé pour le ramener, revient convaincu de sa vocation et plaide sa cause auprès de leur père qui inscrit alors Alexandre dans l'atelier du peintre Évariste-Vital Luminais. Celui-ci lui fait découvrir la région de la Brenne et c'est un de ses paysages d'eau, un Étang de la Brenne qui sera la première pièce exposée par le peintre au Salon de Paris de 1876.

### Une vie consacrée à la peinture
(décembre 2019).
- Si vous ne connaissez pas le sujet, laissez ce bandeau (vous pouvez alors contacter les auteurs).
- Si vous supprimez le contenu mis en cause (vous pouvez préalablement contacter les auteurs),

argumentez précisément cette suppression dans la page de discussion
(un manque de référence n'est pas un argument ; une recherche réelle de référence doit avoir été effectuée, être formellement documentée).
Alexandre Nozal enverra ses œuvres au Salon dès lors chaque année jusqu'en 1928. Il complète sa formation auprès d'Henri Harpignies, rencontre Camille Corot, Ernest Renan, Guy de Maupassant qui écrit à son propos : « […] Alexandre Nozal, un jeune peintre en train de devenir un grand peintre.(article du Gaulois, 20 août 1880) ». Il est membre de la Société des artistes français, de la Société des pastellistes français, préside la Société des peintres de montagne de 1909 à 1929. Il est distingué plusieurs fois au Salon en 1881, 1882, 1883, 1890, obtient une médaille de bronze à l'Exposition universelle de 1889 et une médaille d'argent à celle de 1900, reçoit la Légion d'honneur pour son œuvre en 1895. Il vit de son travail même si la succession consécutive au décès de sa mère en 1907 lui apporte un surcroît d'aisance financière. Il reçoit des commandes de l'État dès 1886. 
Il enseigne également et a pour élève Henri Biva (1848-1928). Il rencontre une jeune élève, Jeanne Busquet (1863-1895) qu'il épouse en 1884, avec laquelle ils ont deux fils, Jacques (1885-1932) et Louis (1893-1968). Ils peignent volontiers ensemble en extérieur quand elle ne se consacre pas à des portraits. « Le vrai talent, c'est elle qui l'avait[réf. nécessaire] » disait-il volontiers. La mort de son épouse de la tuberculose en 1895 l'affecte beaucoup et il ne se remarie pas. La peinture l'accapare désormais totalement.
Il meurt le 4 février 1929 dans le 16e arrondissement de Paris.

### Un peintre voyageur

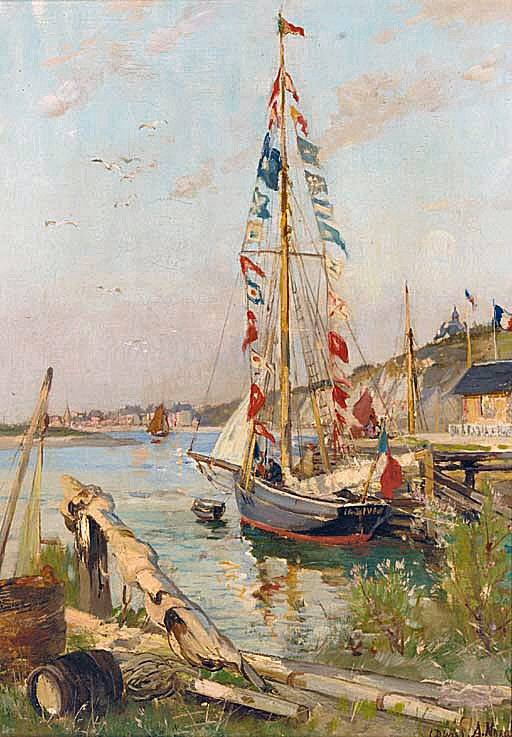
Bateau décoré à Dives-sur-Mer, localisation inconnue.

Alexandre Nozal ne s'est passionné que pour le paysage, bien que quelques portraits de jeunesse révèlent un talent dans ce domaine. Il a sillonné inlassablement la France en vélo, fait de multiples randonnées en montagne, accompagné de carnets ou de son chevalet quand il stationnait quelque part. Il est souvent repassé dans les lieux qu'il appréciait à la recherche de lumières différentes, en toute saison et à toute heure, parfois même la nuit pour saisir un clair de lune, annotant volontiers ses peintures pour témoigner du point de vue ou de l'heure de l'observation.
Il a mené une carrière solitaire, se tenant à l'écart des courants artistiques, mais par son apprentissage et la pratique sur le motif, la filiation avec l'école de Barbizon est souvent retenue. Certains observateurs l'ont également rapproché des naturalistes en particulier lorsqu'il saisit les scènes de pêche et d'échouage à Berck-sur-Mer. D'autres ont fait appel au fauvisme, ou encore au post-impressionnisme dans son traitement vibrant de l'eau et des ciels. Mais par son goût du voyage, du témoignage sur le vif, de l'authenticité, des bateaux et de la mer, on retrouve aussi l'esprit des peintres-voyageurs notamment à travers ses carnets de voyage.
Il adapta sa technique aux contraintes du déplacement où il faut œuvrer rapidement. Son support habituel était le papier, spécifique pour l'aquarelle et le pastel, mais bien souvent pour la gouache de simples papiers d'emballage bruns dont il appréciait la résistance et la couleur. Les carnets de voyage sont exécutés au crayon ou à l'aquarelle, les peintures en extérieur sur chevalet au pastel ou à la gouache. Les huiles étaient développées l'hiver en atelier.
La construction la plus typique, toujours esquissée au crayon, présente un premier plan lumineux de graminées de sable ou d'eau, le sujet principal au second plan est décalé sur le côté pour laisser fuir le regard vers des reliefs lointains estompés par la distance. On y trouve généralement de menus personnages qui donnent l'ambiance et l'échelle du lieu, le tout dominé le plus souvent par un ciel agité que perce le soleil. Le réalisme évident de l'ensemble est cependant tempéré par l'analyse de détail qui révèle des touches inventives, jouant avec maitrise des réserves du papier.

## Distinction
Alexandre Nozal est nommé chevalier de l'ordre national de la Légion d'honneur par décret du 7 mai 1895.

## Œuvres
Peignant presque quotidiennement jusqu'à la fin de sa vie, Alexandre Nozal a laissé une œuvre abondante. Certains endroits reviennent particulièrement dans son travail.
L'ouest de Paris représente la moitié de ses peintures. Habitant la capitale quai de Passy puis quai d'Auteuil, il descendait facilement le cours de la Seine, résidant souvent dans l'Eure près de Louviers chez sa belle-sœur Louise Busquet-Poitevin. Il poussait encore régulièrement jusqu'à la baie de Seine et Étretat.
Ensuite, la Bretagne a été son pays d'adoption, plus particulièrement Saint-Briac dont il fut une figure incontournable. Sa sœur Marie y résidait régulièrement, et son fils Jacques s'y était installé en 1919 au retour de sa captivité en Allemagne en épousant la lithographe Julie Grandhomme.
Il découvre Berck-sur-Mer en allant y faire soigner son fils Louis. Il a beaucoup peint les dunes et les bateaux de pêche de la baie d'Authie, mais aussi Montreuil-sur-Mer, Étaples, Le Touquet-Paris-Plage.
Le Berry lui fut révélé par son maitre Évariste-Vital Luminais, originaire de Nantes, qui possédait une maison à Douadic. Alexandre Nozal y fit des croquis d'apprentissage et retourna y peindre.
Le Midi l'attira aussi, avec des vues des salins de Palavas, de Saintes-Maries-de-la-Mer, la côte du Var, le massif de l'Esterel. Un voyage en Corse avec des amis en 1903 remplit un carnet de voyage et permis de développer quelques huiles a posteriori.
Il découvrit les Alpes à bicyclette : le Jura, le Dauphiné, le Valais en Suisse. Mais aussi à travers des marches dans le massif des Écrins et dans celui de la Vanoise. Il séjourna à Sisteron, dans la vallée du Rhône de Condrieu au nord à Pont-Saint-Esprit au sud, avec des stations dans les gorges de l'Ardèche.
Il visita les Pyrénées avec comme point d'ancrage Bagnères-de-Bigorre où sa sœur Hélène vivant à Pau finit par s'installer. il randonna en montagne, le long du Gave de Pau, dans le Haut-Languedoc.
L'Algérie fit l'objet d'un voyage en 1884. Il en rapporta un carnet de dessins dont il extrapola quelques peintures.
L'Antarctique fut le prétexte à quelques travaux d'imagination inspirés des plaques photographiques que son fils Jacques y avait réalisées pendant la campagne d'hivernage du Pourquoi Pas ? en 1908-1910.
De son vivant, ses tableaux ont fait l'objet de commandes de l'État et de ventes en galerie.
Après sa mort en 1929, une vente à l'hôtel Drouot à Paris mit 133 tableaux aux enchères. Des galeristes l'ont mis à l'honneur à Honfleur et à Saint-Briac.
Une exposition rétrospective de ses œuvres a eu lieu en 1972 à Beauvais au musée départemental de l'Oise, qui a bénéficié d'un prêt des héritiers Nozal.
D'autres expositions ont eu lieu à Saint-Briac, Dinard, Vernon et Montreuil.

### Œuvres dans les collections publiques

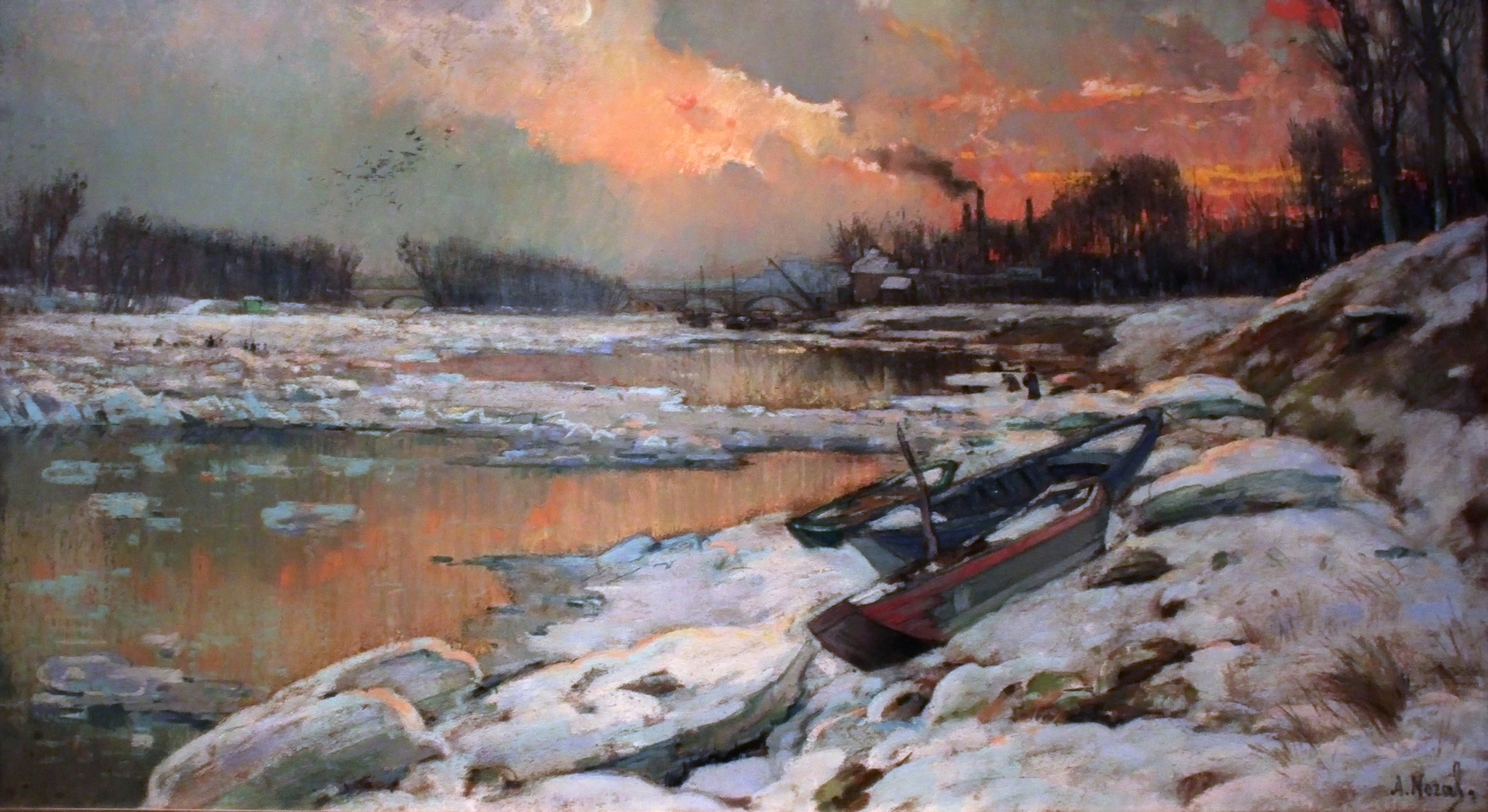
L'Embâcle de la Seine entre Asnières et Courbevoie (1891), pastel, Paris, Petit Palais.

Ses œuvres sont conservées aux musées de Saint-Malo, Caen, Dieppe, Bourges, Châlons-en-Champagne, Gray, Montpellier, Louviers, Pontoise, à Montreuil au musée d'Art et d'Histoire Roger-Rodière, à Paris au Petit Palais et au musée Carnavalet, ainsi qu'au palais des Beaux-Arts de Lille.
- Beauvais, musée départemental de l'Oise.
- Brest, musée des Beaux-Arts de Brest[4] :
  - Moulin breton, huile sur toile, 41 × 24 cm ;
  - Épaves ensablées, huile sur toile, 33 × 46 cm ;
  - L'Avant-port de Concarneau, huile sur toile, 33 × 55 cm ;
  - Concarneau, les thoniers vus du Rouz, toile marouflée sur toile, 27 × 46 cm ;
  - Concarneau, vaches au Rouz, huile sur toile, 27 × 46 cm ;
  - Concarneau, la ville clos vue du Passage, huile sur toile, 27 × 46 cm.
- Gray (Haute-Saône), musée Baron-Martin : Étretat : les champs à l'époque des récoltes, huile sur toile, 100 × 150 cm.
- Lille, Palais des Beaux-Arts de Lille.
- Paris :
  - musée Carnavalet.
  - Petit Palais : L'Embâcle de la Seine entre Asnières et Courbevoie, 1891, pastel.

## Élèves
- Henri Biva (1848-1928).
- Florence Esté (1859-1926)